# Metynnis mola
A Metynnis mola a sugarasúszójú halak (Actinopterygii) osztályának pontylazacalakúak (Characiformes) rendjébe, ezen belül a pontylazacfélék (Characidae) családjába tartozó faj.

## Előfordulása
A Metynnis mola előfordulási területe Dél-Amerikában van. A Paraguay és a Paraná folyók medencéiben lelhető fel.

## Megjelenése
Ez a hal legfeljebb 15 centiméter hosszú.

## Életmódja
Trópusi és édesvízi hal, amely főleg a nyíltabb vizeket kedveli. A vízhőmérséklete 20-26 °C, míg a víz pH értéke 5-7 között kell, hogy legyen.